# Maria Anna von der Pfalz (1667–1740)

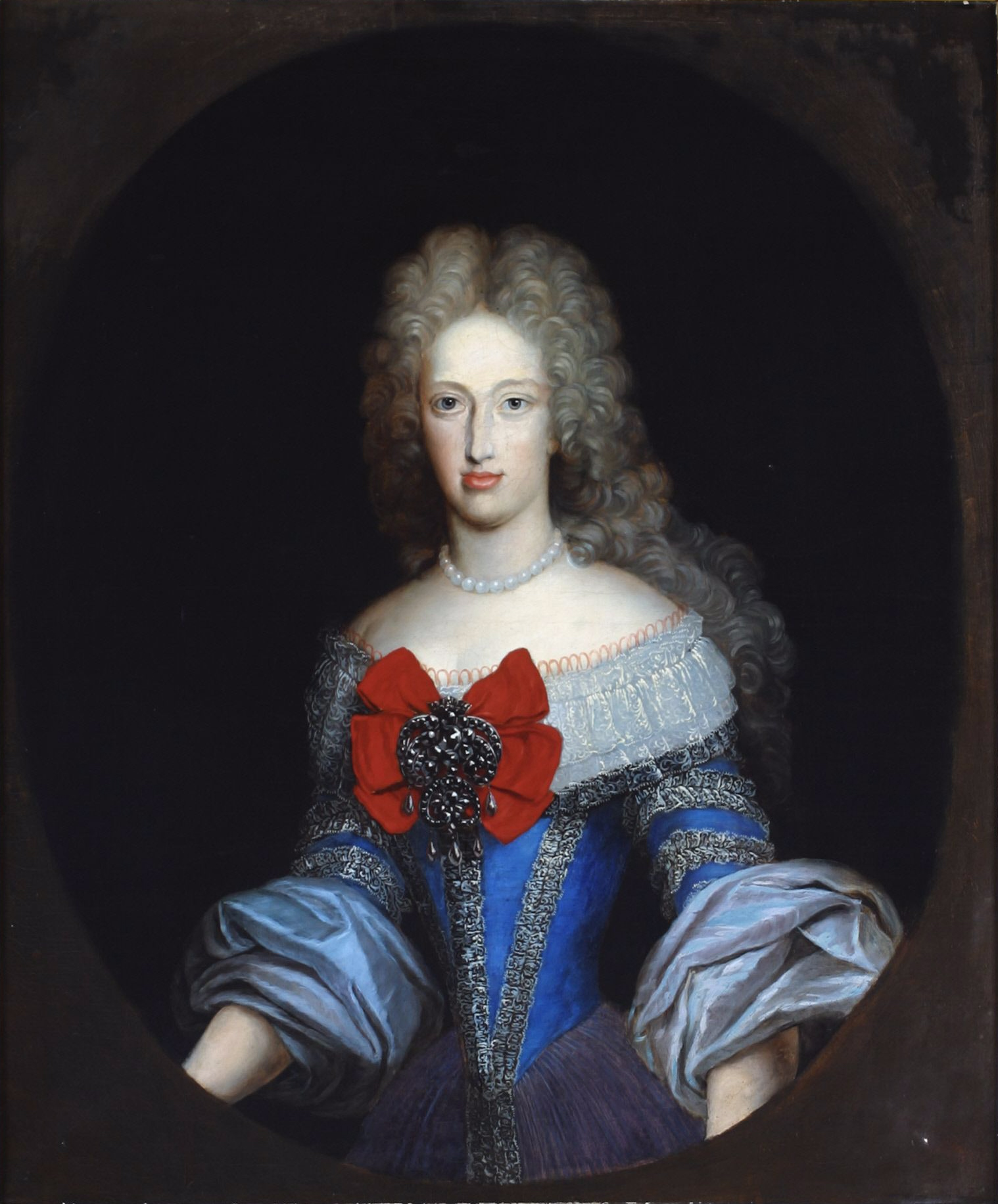
Wilhelm Humer: Maria Anna von der Pfalz

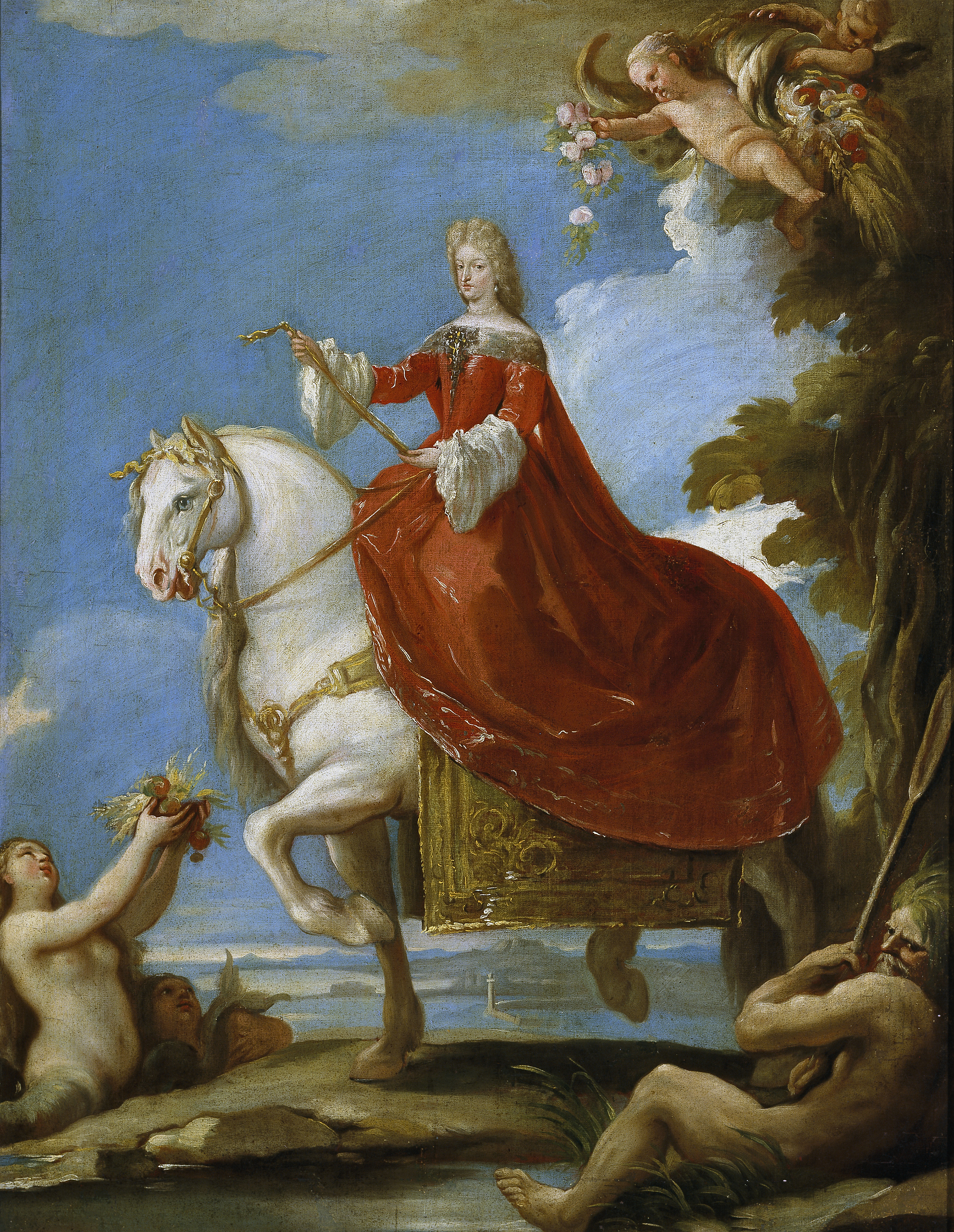
Königin Maria Anna zu Pferde, Gemälde von Luca Giordano, 1695, Museo del Prado

Maria Anna von Pfalz-Neuburg (spanisch: María Ana del Palatinado-Neoburgo; * 28. Oktober 1667 Schloss Benrath bei Düsseldorf; † 16. Juli 1740 in Guadalajara) war Prinzessin und Pfalzgräfin von Neuburg und durch Heirat Königin von Spanien, Neapel, Sizilien und Sardinien sowie Herzogin von Mailand.

## Leben

### Abstammung und frühes Leben
Maria Anna war eine Tochter des Kurfürsten Philipp Wilhelm von der Pfalz (1615–1690) aus dessen zweiter Ehe mit Elisabeth Amalie (1635–1709), Tochter des Landgrafen Georg II. von Hessen-Darmstadt. Maria Anna erhielt eine umfassende nicht nur wissenschaftliche, sondern auch fundierte musikalische Ausbildung. Die religiöse Ausbildung der Prinzessin oblag einem Jesuiten. Bei der Erstürmung von Buda durch ihren Bruder Karl Philipp wurde die sechsjährige Tochter des Pascha Hassan von Gran gefangen genommen, die Karl Philipp zu seiner Schwester nach Heidelberg zur Pflege schickte. Maria Anna kümmerte sich um das Mädchen und nahm sie später auch mit nach Spanien. Sie starb später als Priorin der Karmelitinnen von Neuburg.

### Heirat mit Karl II. und Königin von Spanien
Nachdem der kinderlose spanische König Karl II. durch das Ableben seiner ersten Gattin Marie Louise d’Orléans († 12. Februar 1689) Witwer geworden war, zeichnete der als kaiserlicher Botschafter in Madrid weilende Heinrich Franz von Mansfeld maßgeblich dafür verantwortlich, dass Maria Anna als neue Braut Karls II. ausersehen wurde. Damit trug auch die habsburgische Familienpolitik einen Sieg über die bourbonische davon. Die Hochzeit per procurationem, bei der das Kaiserpaar anwesend war, erfolgte am 28. August 1689 in Neuburg an der Donau. Weil damals der von Ludwig XIV. provozierte Pfälzische Erbfolgekrieg im Gang war, musste Maria Anna ihre Reise nach Spanien auf dem Seeweg unternehmen, wobei sie Unterstützung durch England erhielt. Erst am 4. Mai 1690 konnte sie im Kloster San Diego bei Valladolid ihre persönliche Hochzeit mit Karl II. feiern und am 20. Mai ihren Einzug in Madrid halten.
Maria Anna bezeichnete sich gern als „erster Minister“ ihres Mannes, da sie sehr großen politischen Einfluss auf den König hatte, der eine erhebliche geistige und körperliche Schwäche aufwies. 1691 setzte sie durch, dass der leitende Minister Manuel Joaquín Álvarez de Toledo, achter Graf von Oropesa, sein hohes Amt niederlegen musste. Allerdings vermochte sie nicht zu erreichen, dass ihr älterer Bruder Johann Wilhelm 1692 Statthalter der Spanischen Niederlande wurde; stattdessen erhielt der von der Königinmutter Maria Anna von Österreich unterstützte bayrische Kurfürst Maximilian II. Emanuel die Regierung dieses Landes durch König Karl II. übertragen. Zwar hatte die spanische Königin zuerst noch freundschaftliche Beziehungen zu ihrer Schwiegermutter unterhalten, doch verschlechterte sich später das Verhältnis der beiden Frauen beträchtlich.
Für die Autorität von Maria Anna wirkte sich nachteilig aus, dass sie eher die Aspirationen ihrer pfälzischen Dynastie als die Interessen Spaniens im Auge hatte. Ebenso wenig war ihrem Ansehen förderlich, dass sie vor allem deutsche Vertraute zu Rat zog. Zu diesen gehörten u. a. ihr aus Südtirol stammender Beichtvater Gabriel Pontifeser (1653–1706), auf dessen Betreiben sie 1699 das Kapuzinerkloster Klausen stiftete, ferner ihr Sekretär Heinrich von Wiser und ihre erste Hofdame, Gräfin Maria Josefa von Berlepsch. Diese Günstlinge waren so unbeliebt, dass auch Maria Annas Stellung zunehmend darunter litt; von Wiser musste schon 1695 Spanien verlassen. Der Königin schadete darüber hinaus, dass sie den eigentlichen Zweck ihrer Ehe, Karl II. einen Erben zu schenken, nicht erfüllen konnte. Gräfin Berlepsch streute daher mehrmals das Gerücht, dass die Königin schwanger sei. Dies stärkte aber Maria Annas Position jeweils nur kurzfristig. Nachdem ihre Schwiegermutter und Widersacherin Maria Anna von Österreich im Mai 1696 gestorben war, trat der Kardinalerzbischof von Toledo Luis Manuel Fernández de Portocarrero als ihr politischer Opponent auf. Portocarrero verfolgte einen profranzösischen Kurs.
Ab 1699 trat Maria Anna für den Erzherzog Karl (nachmaligen Kaiser Karl VI.) als Erben des spanischen Throns ein, wohingegen Portocarrero Philipp von Anjou, einen Enkel Ludwigs XIV., als Nachfolger König Karls II. sehen wollte. Tatsächlich vermochte der hohe Prälat Karl II. kurz vor dessen Ableben von seiner Ansicht zu überzeugen. Erst im letzten Testament Karls II. war, wie von Portocarrero angestrebt, der Thronfolgeanspruch Philipps V. festgelegt worden. Maria Anna erreichte, mit Unterstützung des österreichischen Gesandten Graf Harrach, die Vernichtung des Testaments und sandte einen Brief an Kaiser Leopold I., in dem sie Erzherzog Karl als Thronerben bezeichnete und ihn mit Truppen ins Land bat. Der Kaiser scheute sich jedoch, und die bayerische Partei mit dem verstorbenen Kurprinzen und vormaligen spanischen Erben Joseph Ferdinand von Bayern erhielt dadurch Vorschub, wodurch Maria Anna die Seite des Kaisers wieder verließ.

### Königinwitwe und Tod

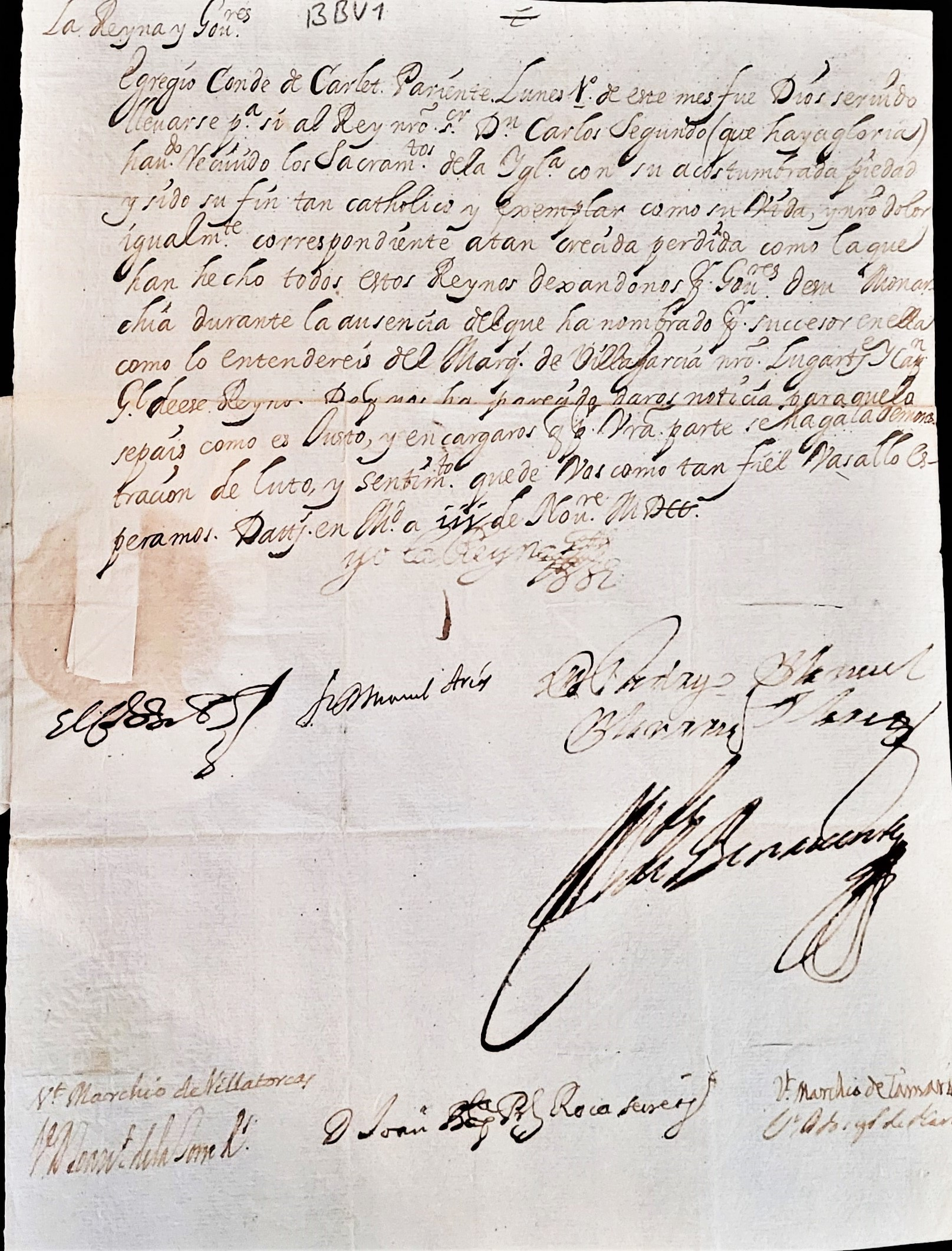
Maria Anna von der Pfalz informiert über den Tod ihres Gemahls, des Königs, 3. November 1700

Am 1. November 1700 starb dann Karl II. kinderlos; er war der letzte spanische Habsburger gewesen. Nach seinem Tod brach der Spanische Erbfolgekrieg aus, in dem um sein Erbe gestritten wurde. Maria Anna gehörte kurzzeitig der Junta de gobierno (Regentschaftsrat) an, war aber nicht in der Lage, die Politik wesentlich mitzubestimmen.
Bevor Philipp von Anjou als Philipp V. die Regierung in Spanien antrat, musste sich Maria Anna auf Befehl des französischen Königs nach Toledo zurückziehen. Dort lebte sie die nächsten fünf Jahre und hoffte vergeblich, als Königinwitwe wieder eine größere Rolle spielen zu können, als der habsburgische Prätendent, Erzherzog Karl, als Karl III. 1703 zum spanischen König ausgerufen wurde und 1705/06 einige militärischen Erfolge auf der iberischen Halbinsel errang. 1706 war Maria Anna gezwungen, sich ins Exil ins französische Baskenland nach Bayonne zu begeben. In dieser Stadt hielt sie sich einen Hofstaat von 400 Personen, doch verlief ihr weiteres Leben recht betrüblich. Sie litt unter dauernder Geldnot, weil sie nicht jene Rente erhielt, die ihr Karl II. in seinem letzten Willen vermacht hatte. In Bayonne bekam sie u. a. Besuch durch berühmte Memoirenschreiber, Graf Pöllnitz und den Duc de Saint-Simon. Schon in ihrer Zeit in Spanien war das Gerücht umgegangen, sie hätte einen Liebhaber, einen jüdischen Bankier, Graf von Adanero, mit dem sie auch ein uneheliches Kind gehabt habe. Bisweilen wurden Vermutungen geäußert, der Abenteurer Graf von Saint Germain sei dieses uneheliche Kind gewesen.
1738 kehrte Maria Anna aus Bayonne wieder nach Spanien zurück und verbrachte die letzten zwei Jahre ihres Lebens im Palacio del Infantado in Guadalajara, wo sie mit 73 Jahren verstarb. Maria Anna wurde in Kapelle 9 des Pantheon der Infanten im Real Sitio de San Lorenzo de El Escorial bestattet, ihr Herz getrennt im Kloster der Descalzas Reales in Madrid.

## Vorfahren
|  |                                                   |  |  |  |  |  |  |  |  |  |  |  |  |
|  | Philipp Ludwig (Pfalz-Neuburg) (1547–1614)        |  |  |  |  |  |  |  |  |  |  |  |  |
|  |                                                   |  |  |  |  |  |  |  |  |  |  |  |  |
|  |                                                   |  |  |  |  |  |  |  |  |  |  |  |  |
|  | Wolfgang Wilhelm (Pfalz-Neuburg) (1578–1653)      |  |  |  |  |  |  |  |  |  |  |  |  |
|  |                                                   |  |  |  |  |  |  |  |  |  |  |  |  |
|  |                                                   |  |  |  |  |  |  |  |  |  |  |  |  |
|  | Anna von Jülich-Kleve-Berg (1552–1632)            |  |  |  |  |  |  |  |  |  |  |  |  |
|  |                                                   |  |  |  |  |  |  |  |  |  |  |  |  |
|  |                                                   |  |  |  |  |  |  |  |  |  |  |  |  |
|  | Philipp Wilhelm (Pfalz) (1615–1690)               |  |  |  |  |  |  |  |  |  |  |  |  |
|  |                                                   |  |  |  |  |  |  |  |  |  |  |  |  |
|  |                                                   |  |  |  |  |  |  |  |  |  |  |  |  |
|  | Wilhelm V. (Bayern) (1548–1626)                   |  |  |  |  |  |  |  |  |  |  |  |  |
|  |                                                   |  |  |  |  |  |  |  |  |  |  |  |  |
|  |                                                   |  |  |  |  |  |  |  |  |  |  |  |  |
|  | Magdalene von Bayern (1587–1628)                  |  |  |  |  |  |  |  |  |  |  |  |  |
|  |                                                   |  |  |  |  |  |  |  |  |  |  |  |  |
|  |                                                   |  |  |  |  |  |  |  |  |  |  |  |  |
|  | Renata von Lothringen (1544–1602)                 |  |  |  |  |  |  |  |  |  |  |  |  |
|  |                                                   |  |  |  |  |  |  |  |  |  |  |  |  |
|  |                                                   |  |  |  |  |  |  |  |  |  |  |  |  |
|  | Maria Anna von der Pfalz (1667–1740)              |  |  |  |  |  |  |  |  |  |  |  |  |
|  |                                                   |  |  |  |  |  |  |  |  |  |  |  |  |
|  |                                                   |  |  |  |  |  |  |  |  |  |  |  |  |
|  | Ludwig V. (Hessen-Darmstadt) (1577–1626)          |  |  |  |  |  |  |  |  |  |  |  |  |
|  |                                                   |  |  |  |  |  |  |  |  |  |  |  |  |
|  |                                                   |  |  |  |  |  |  |  |  |  |  |  |  |
|  | Georg II. (Hessen-Darmstadt) (1605–1661)          |  |  |  |  |  |  |  |  |  |  |  |  |
|  |                                                   |  |  |  |  |  |  |  |  |  |  |  |  |
|  |                                                   |  |  |  |  |  |  |  |  |  |  |  |  |
|  | Magdalena von Brandenburg (1582–1616)             |  |  |  |  |  |  |  |  |  |  |  |  |
|  |                                                   |  |  |  |  |  |  |  |  |  |  |  |  |
|  |                                                   |  |  |  |  |  |  |  |  |  |  |  |  |
|  | Elisabeth Amalia von Hessen-Darmstadt (1635–1709) |  |  |  |  |  |  |  |  |  |  |  |  |
|  |                                                   |  |  |  |  |  |  |  |  |  |  |  |  |
|  |                                                   |  |  |  |  |  |  |  |  |  |  |  |  |
|  | Johann Georg I. (Sachsen) (1585–1656)             |  |  |  |  |  |  |  |  |  |  |  |  |
|  |                                                   |  |  |  |  |  |  |  |  |  |  |  |  |
|  |                                                   |  |  |  |  |  |  |  |  |  |  |  |  |
|  | Sophie Eleonore von Sachsen (1609–1671)           |  |  |  |  |  |  |  |  |  |  |  |  |
|  |                                                   |  |  |  |  |  |  |  |  |  |  |  |  |
|  |                                                   |  |  |  |  |  |  |  |  |  |  |  |  |
|  | Magdalena Sibylle von Preußen (1586–1659)         |  |  |  |  |  |  |  |  |  |  |  |  |
|  |                                                   |  |  |  |  |  |  |  |  |  |  |  |  |
|  |                                                   |  |  |  |  |  |  |  |  |  |  |  |  |